# Diego Oliveira
Diego Oliveira est un footballeur brésilien né le 22 juin 1990 à Curitiba, Il évolue au poste d'attaquant, il a principalement joueur pour le club japonais du Football Club Tokyo.

## Biographie
Diego Oliveira joue au Brésil, au Qatar, en Corée du Sud, et au Japon.
Il joue un match en Ligue des champions d'Asie en 2011 avec l'équipe des Suwon Samsung Bluewings.
Il inscrit 11 buts en première division japonaise en 2016 avec le Kashiwa Reysol.
Le 28 novembre 2024, Diego Oliveira annonce ça retraite.